# دودمان وسکس
دودمان وسکس که همچنین با نام سردیکی‌ها و ساکــسُن‌های باختری شناخته می‌شود، خانواده‌ای‌ست پایه‌‌گذاری‌شده از سوی سردیک وسکس که از سال‌های نخست سدهٔ ششم بر وسکس در جنوب انگلستان فرمانروایی می‌کرد.
این دودمان پس از پادشاهی اکبرت در سال ۸۰۲ بر جنوب انگلستان چیره شد.
آلفرد کبیر در سا‌ل‌های پایانی سدهٔ نهم انگلستان را از چیرگی وایکینگ‌ها  رهانید و نوهٔ او اتلستن در سال ۹۲۷ نخستین پادشاه انگلستان شد. فرمانروایی ناگوار اتلرد بدسگال با شکست از دانمارک در سال ۱۰۱۴ به پایان رسید.
اتلرد و پسرش ادموند دوم در سال ۱۰۱۶ تلاش کردند در برابر وایکینگ‌ها ایستادگی کنند، ولی پس از مرگ آنها، کانوت بزرگ دانمارکی و پسرانش تا سال ۱۰۴۲ فرمانروایی کردند.
سپس خاندان وسکس برای دورهٔ کوتاهی در زمان ادوارد خستو پسر اتلرد بدسگال دوباره تخت را به دست آورد، ولی پس از «گشایش نورمن‌ها در سال ۱۰۶۶» آن را از دست داد.